# Ośrodek Szkoleniowy Agencji Wywiadu
Ośrodek Szkoleniowy Agencji Wywiadu (JW 2669) – na początku lat 70. XX wieku ośrodek szkoleniowy Departamentu I MSW, później Agencji Wywiadu w Starych Kiejkutach (województwo warmińsko–mazurskie).  

## Historia

### Budowa

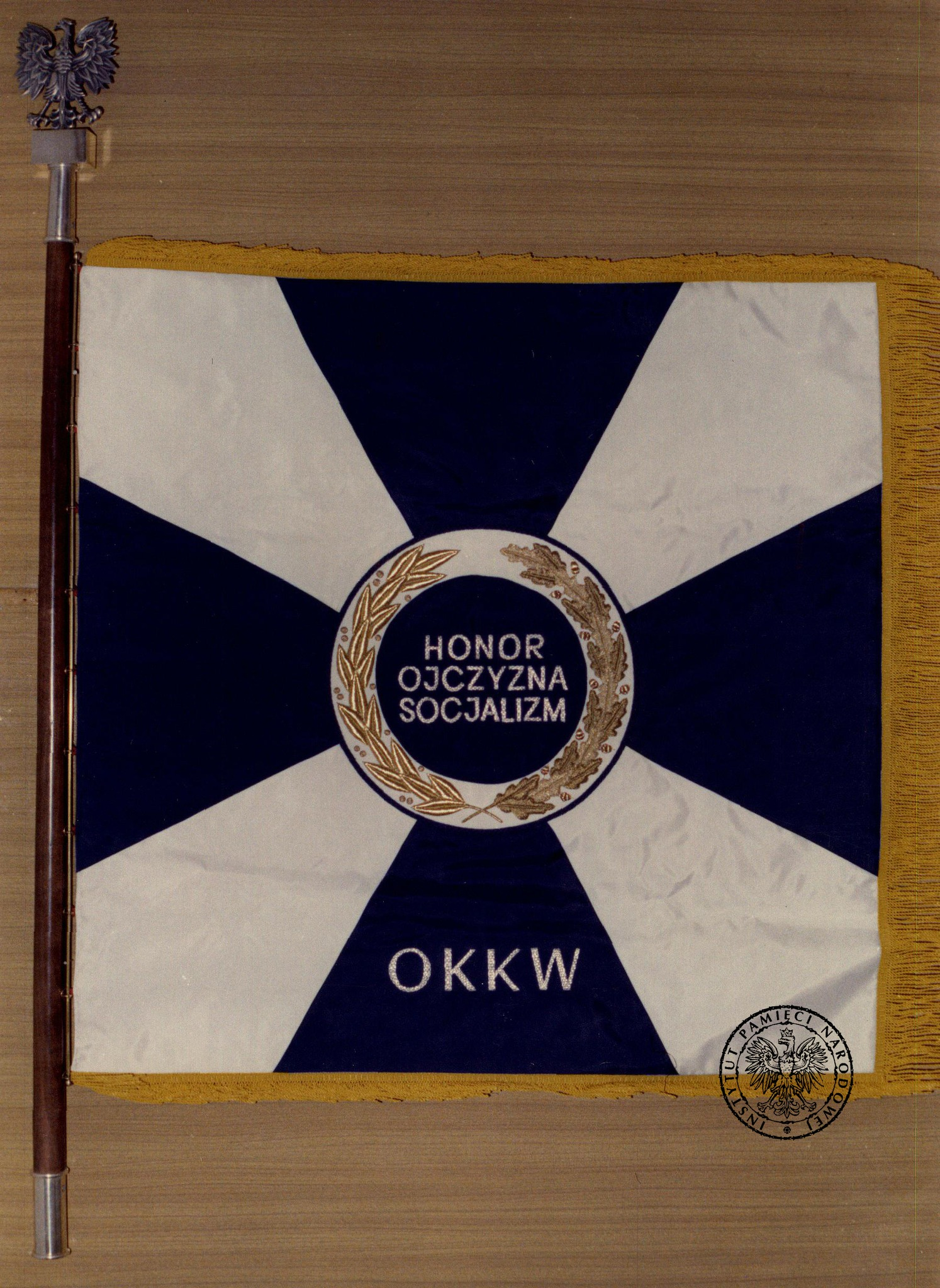
Sztandar Ośrodka Kształcenia Kadr Wywiadowczych Departamentu I MSW

Decyzja o stworzeniu ośrodka zapadła w ramach reorganizacji wywiadu na początku lat 70. XX w., przeprowadzonej przez Franciszka Szlachcica. Ze względów strategicznych, ośrodek, który był także bazą mobilizacyjną wywiadu i ośrodkiem łączności radiowej z agentami, musiał być umiejscowiony na wschód od linii Wisły. Wybrano Stare Kiejkuty – teren, na którym znajdowała się stanica harcerska. Projekt ośrodka został stworzony przez zespół architektów Tygrysy, a prace budowlane były wykonywane głównie siłami żołnierzy  7 Samodzielnego Batalionu Inżynieryjno-Budowlanego z Nadwiślańskich Jednostek Wojskowych. Po 18 miesiącach budowy, ośrodek został otwarty w październiku 1972.

### Wyposażenie
Ośrodek dysponował studnią głębinową, własną kanalizacją oraz podziemnym schronem przeciwatomowym. Na terenie ośrodka znajdowały się budynki mieszkalne dla kadry oraz kursantów, koszary dla 300-osobowej kompanii wartowniczej i stołówka, w której początkowo pracował szef kuchni z warszawskiego Grand Hotelu. Kursanci mieli do dyspozycji bibliotekę, bar z markowymi alkoholami czynny od 17 do północy. W ośrodku znajdował się kryty basen oraz sala gimnastyczna. Kursanci byli zakwaterowani w czterdziestu dwuosobowych pokojach wyposażonych zgodnie ze standardami zachodnioeuropejskimi. W ośrodku znajdowała się radiostacja do łączności z zagranicznymi agentami. Teren ośrodka był ozdobiony rzeźbami Alfonsa Karnego, a na centralnym placu znajdował się posąg Światowida – symbol wywiadu, przy którym wbrew obiegowej opinii nie odbywało się ślubowanie kursantów.        

### Kursy
Pierwszy kurs rozpoczął się 6 października 1972. Przed właściwym kursem uczestnicy odbywali miesięczne przeszkolenie wojskowe. Kursy trwały dziewięć miesięcy, od października do czerwca. Uczestnicy musieli mieć wyższe wykształcenie magisterskie. W programie kursów była między innymi nauka werbowania agentów, języków obcych (angielski, niemiecki, francuski, hiszpański i inne według potrzeb) odbywająca się w czterech gabinetach z wyposażeniem elektronicznym, fotografii, kryptologii i obsługi sprzętu radiowego.

### Po 1989
W 1990 ośrodek został przejęty przez Urząd Ochrony Państwa, a po jego rozwiązaniu w 2002 jest zarządzany przez Agencję Wywiadu.

### Komendanci
- 1972–1974 – Dyonizy Gliński (1930–2013)[1]
- 1975–1978 – Ludwik Pawelec-Kwiatkowski(inne języki) (1925–1999)[2][3]
- 1979–1983 – Władysław Pieterwas (1927–2016)[4]
- 1983–1985 – Konstanty Janowski (1927–)[5][3]
- 1985–1990 – Eugeniusz Bossart (1936–)[6]
- 1990 – Remigiusz Rybicki(inne języki) (1932–)[7][3]
- 1990–1995 – płk Bolesław Piechucki

### Wybrani absolwenci i wykładowcy
- gen. bryg. Gromosław Czempiński
- gen. bryg. Sławomir Petelicki
- gen. bryg. Zbigniew Nowek
- gen. bryg. Zdzisław Sarewicz
- gen. bryg. Henryk Jasik
- płk Aleksander Makowski
- płk Konstanty Miodowicz
- płk Tomasz Turowski
- płk Piotr Wroński
- płk Mariusz Kazana
- płk Andrzej Derlatka
- ppłk Włodzimierz Sokołowski
- kpt. Piotr Niemczyk